# 桑植腹链蛇
桑植腹链蛇（学名：Hebius sangzhiensis），一种发现于中国湖南省桑植县的爬行动物，隶属于水游蛇科东亚腹链蛇属。其种加词“sangzhiensis”意为“湖南省桑植县的”。

## 形态特征
头部背面深石板灰色，具有不规则深棕色条纹。枕部有一对淡乳白色斑块。身体背面为深石板灰色，大多数鳞片密布深灰色小斑点。背鳞第2-4、7、8列（身体前部背鳞19列）或6-8列（身体后部背鳞17列）上散布大深棕色斑点；一条明显的浅棕色或米色测线从颈部一直延伸到尾背外侧；背鳞第一列底部为砖红色。

## 保护
本种于2023年被收录入《有重要生态、科学、社会价值的陆生野生动物名录》。